# Gnosjö (comune)
Gnosjö è un comune svedese di 9 542 abitanti, situato nella contea di Jönköping. Il suo capoluogo è la cittadina omonima.

## Località
Nel territorio comunale sono comprese le seguenti aree urbane (tätort):
| # | Località    | Popolazione |
| - | ----------- | ----------- |
| 1 | Gnosjö      | 6.364       |
| 2 | Hillerstorp | 1.806       |
| 3 | Kulltorp    | 327         |
| 4 | Nissafors   | 313         |
| 5 | Törestorp   | 233         |
| 6 | Marieholm   | 218         |
| 7 | Åsenhöga    | 200         |